# WrestleMania XV
WrestleMania XV a fost cea de-a cincisprezecea ediție a pay-per-view-ului anual WrestleMania organizat de promoția World Wrestling Federation. Evenimentul a fost găzduit de arena First Union Center din Philadelphia, Pennsylvania pe data de 28 martie 1999.
Sloganul acestei ediții a fost The Ragin' Climax.

## Rezultate
- Meci Sunday Night HEAT: Jacqueline (însoțită de Terri Runnels) a învins-o pe Ivory (1:24)
  - Jacqueline a câștigat prin pinfall, după aplicarea unui Back Suplex Drop. După ce meciul a luat sfârșit, Terri a ars-o pe Ivory cu o țigară.
- Battle Royal Sunday Night HEAT. Participanți: D'Lo Brown, Test, Steve Blackman, Bradshaw, Brian Christopher, 8-Ball, Skull, Droz, Faarooq, Gillberg, The Godfather, Jeff Hardy, Matt Hardy, Hawk, Animal, Mideon, Rocco Rock, Johnny Grunge, Tiger Ali Singh, Scott Taylor și Viscera (4:16)
  - Test și D'Lo Brown au câștigat, cei doi primind o șansă la centurile WWF Tag Team Championship într-un meci disputat în aceeași seară.
- Hardcore Holly i-a învins pe Billy Gunn (c) și Al Snow într-un meci Hardcore, câștigând centura WWF Hardcore Championship (7:06)
  - Holly l-a numărat pe Snow, după ce Gunn i-a aplicat lui Snow un Fameasser pe un scaun de metal.
- Owen Hart și Jeff Jarrett (însoțiți de Debra) i-au învins pe Test și D'Lo Brown (însoțiți de Ivory), păstrându-și titlurile pe echipe (3:58)
  - Jarrett l-a numărat pe Brown, folosind un roll-up.
  - Ivory a fost atacată de Jacqueline și Terri.
- Butterbean l-a învins pe Bart Gunn într-un meci de tipul Brawl for All, Vinny Paz fiind în postura de special guest referee (0:35)
  - Butterbean a obținut victoria în prima rundă, prin knock out.
  - Arbitrii meciului au fost Gorilla Monsoon, Chuck Wepner, și Kevin Rooney.
- Mankind l-a învins pe The Big Show prin descalificare (6:50)
  - Big Show a fost descalificat după ce i-a aplicat un chokeslam lui Mankind prin două scaune.
  - Câștigătorul meciului avea să ocupe poziția de arbitrul special al main-eventului din acea seară.
- Road Dogg i-a învins pe Ken Shamrock, Goldust (însoțit de The Blue Meanie și Ryan Shamrock) și pe Val Venis într-un Four Corners Elimination Match, păstrându-și centura WWF Intercontinental Championship (9:47)
  - Shamrock și Venis s-au luptat în afara ringului și au fost eliminați până la urmă prin count-out.
  - Road Dogg l-a numărat pe Goldust.
- Înainte de începerea următorului meci, mascota San Diego Chicken a apărut din nou în arenă și l-a atacat pe Kane. Acesta a demascat-o, în costumul puiului aflându-se Pete Rose, care dorea să se râzbune pentru Tombstone Piledriver-ul pe care Kane i l-a aplicat anul precedent, dar a sfârșit să fie lovit din nou de Kane, care i-a aplicat și de această dată aceeași manevră ca anul trecut.
- Kane l-a învins pe Triple H prin descalificare (11:33)
  - Triple H a fost descalificat după ce Chyna l-a atacat pe Kane cu un scaun metalic. După meci, Triple H și Chyna s-au împăcat.
- Vince McMahon a anunțat că nici Mankind, nici Big Show, nu pot arbitra, astfel încât el va fi persoana care va arbitra main-eventul serii.
- Sable a învins-o pe Tori, păstrându-și titlul de campioană a diviziei feminine WWF (5:09)
  - Sable a câștigat prin pinfall, după ce i-a aplicat lui Tori un Sable Bomb; Tori a fost atacată înainte de sfârșitul meciului de debutanta Nicole Bass.
- Shane McMahon (însoțit de Test) l-a învins pe X-Pac, păstrându-și titlul de campion european (8:41)
  - McMahon a câștigat prin pinfall, după ce Triple H a intervenit în meci și i-a aplicat lui X-Pac un Pedigree. S-a produs o altercație între membrii Corporației lui Vince McMahon și membrii D-Generation X, sfârșită cu apariția lui Kane, care i-a fugărit pe membrii Corporației în culise.
- The Undertaker (însoțit de Paul Bearer) l-a învins pe The Big Boss Man într-un meci de tipul Hell in a Cell (9:46)
  - Undertaker a câștigat prin pinfall, după ce i-a aplicat lui Big Boss Man un Tombstone Piledriver.
  - După meci au apărut membrii The Brood, care au coborât în cușcă un ștreang, pe care Undertaker l-a pus în jurul gâtului lui Big Boss Man, agâțându-l de acoperișul cuștii.
- Înainte ca Vince McMahon să-și ia atribuțiile de arbitru, comisarul WWF Shawn Michaels a apărut în ring și a declarat că doar un comisar WWF poate decide care va fi persoana care va arbitra un meci de wrestling.
- Steve Austin l-a învins pe The Rock într-un meci de tipul No Disqualification, devenind noul campion WWF. Arbitrul special al meciului a fost Mankind (16:52)
  - Austin a câștigat prin pinfall, după ce i-a aplicat lui The Rock un Stone Cold Stunner. După victorie, Austin i-a aplicat un stunner și lui Vince McMahon.

## Alți participanți
| Comentatori - Michael Cole - Jerry "The King" Lawler - Jim Ross - Main event Comentatori spanioli - Carlos Cabrera - Hugo Savinovich Reporteri - Kevin Kelly | Ring announcer - Howard Finkel Arbitrii - Mike Chioda - Earl Hebner - Jim Korderas - Theodore Long - Tim White |

## De reținut
- La începutul spectacolului, imnul "America the Beautiful" a fost interpretat de formația Boyz II Men.
- Aceasta a fost ultima ediție WrestleMania la care corzile ringului au fost de culoare roșie.
- La WrestleMania XV a existat pentru prima dată un meci contând pentru centura Hardcore
- Aceasta a fost ultima ediție WrestleMania la care s-a folosit în logo fontul clasic, utilizat încă din prima ediție din 1985. Fontul avea să fie folosit din nou în design-ul logo-ului celei de-a 22-a ediții WrestleMania.
- Printre celebritățile care au participat la eveniment s-au numărat: Pete Rose, Butterbean, Vinny Pazienza, Chuck Wepner, Kevin Rooney, Isaac Hayes și Big Pun.